# Frontera entre Trinitat i Tobago i Grenada
La frontera entre Trinitat i Tobago i Grenada és la frontera, íntegrament marítima, que separa Trinitat i Tobago de Grenada, a les Petites Antilles (mar Carib).

Mapa de les fronteres marítimes al Carib

L'octubre de 2011 es va formalitzar un tractat amb un segment de demarcació :
- Punt TTG1 : 11° 23′ 31″ N, 61° 43′ 56″ W
- Punt TTG2 : 11° 59′ 03″ N, 60° 54′ 38″ W

El punt 1 és un trifini amb Veneçuela, ja que la línia continua a l'azimut de TTG2 fins que es troba amb un altre trifini, aquest cop amb Saint Vincent i les Grenadines)